# Louis Archambault (sculpteur)
Pour les articles homonymes, voir Louis Archambault (homonymie) et Archambault (homonymie).
Louis Archambault est un sculpteur québécois né à Montréal le 4 avril 1915 et décédé le 27 janvier 2003 à l'âge de 87 ans, trois mois avant son 88e anniversaire. Son apport à l'essor et au renouveau de la sculpture au Canada fait de lui un des plus grands sculpteurs de sa génération.
Archambault étudie à l'École des beaux-arts de Montréal. Il signe en 1948 le manifeste Prisme d'Yeux avec d'autres, dont Alfred Pellan. Il a réalisé des œuvres importantes pour les pavillons canadiens aux expositions internationales de Bruxelles (1958) et de Montréal (1967).
Sa sépulture est située dans le Cimetière Notre-Dame-des-Neiges, à Montréal.

## Honneurs
- 1939 - Prix du ministre[1]
- 1958 - Prix d'excellence de l'IRAC
- 1967 - médaille du Centenaire [3]
- 1968 - membre de l’Académie royale des arts du Canada[3]
- 1974 - Officier de l'Ordre du Canada

## Musées et collections publiques
- Galerie d'art Beaverbrook[4]
- Musée des beaux-arts de l'Ontario
- Musée national des beaux-arts du Québec[5]
- Musée d'art contemporain de Montréal[6]
- Place des arts[7]